# Labiatomyia marikovskii
Labiatomyia marikovskii är en tvåvingeart som beskrevs av Fedotova 1987. Labiatomyia marikovskii ingår i släktet Labiatomyia och familjen gallmyggor.
Artens utbredningsområde är Kazakstan. Inga underarter finns listade i Catalogue of Life.